# ラケパ
ラケパは、ニウエの14の村のひとつである。2001年の調査では、人口は88人である。

## 地理
ニウエ島の北部に位置する、海に面した村である。